# 52558 Pigafetta
52558 Pigafetta è un asteroide della fascia principale. Scoperto nel 1997, presenta un'orbita caratterizzata da un semiasse maggiore pari a 2,2831906 UA e da un'eccentricità di 0,1082943, inclinata di 3,87619° rispetto all'eclittica.
L'asteroide è dedicato al navigatore e geografo italiano Antonio Pigafetta.